# История Закарпатья
Закарпа́тье — историческая область в Восточной Европе, ныне в основном составляющая Закарпатскую область на западе Украины.

## Доисторический период
В посёлке Королёво на высоте 100 метров над рекой Тисой находится многослойная стоянка первобытного человека Королёво, где были обнаружены рубила и нуклеусы, а в самом нижнем слое (710—730 тыс. лет назад) — чопперы и чоппинги. Слой VI приурочен к верхней части внутриминдельской палеопочвы (600 тыс. лет назад). Артефакты слоя VII обнаружены в зоне обратной намагниченности (900 тыс. лет назад). Системы раскалывания слоёв VI и VII стоянки Королёво-1 похожи между собой и имеют аналогии в других раннепалеолитических индустриях, например стоянка Богатыри на Таманском полуострове. Многие специалисты не считают артефактами находки из слоя VII стоянки Королёво (также как комплексы из Герасимовки в России, Dorn-Durkheim 3, Karlich A-B и Untermassfeld в Германии, Konczyce Wielkie 4 в Польше и др.).
Стоянка Королёво II относится к селетоидным комплексам Украины, наряду со стоянками Высь в Кировоградской области, Стинка на Среднем Днестре в Черновицкой области, Мира под Запорожьем, Буран-Кая III слой С в Крыму.

## Ранний период
На землях Закарпатья люди селились с глубокой древности.
Городище дакийской культуры в Малой Копани (5 га) было одним из ремесленных, политических и духовных центров доримской Дакии.
В V веке здесь образовался политический центр гуннов во главе с легендарным вождём Аттилой. Во время Великого переселения народов в Закарпатье появились гепиды, вандалы, бургунды, остготы, лангобарды.
Территорию Закарпатья с древнейших времён заселяли представители славянской этнической общности. Так, с конца II века отмечается вторая волна расселения пшеворских племён в ходе которой группы этого населения проникли в Закарпатье, а к середине V века относятся памятники раннесредневековой славянской культуры пражского типа, сосуществовавшей с культурой карпатских курганов.
Территория Закарпатья входила в состав Великой Моравии и Галицко-Волынского княжества.

## Венгерское владычество
В 896 году начался переход кочевых племён угров через Карпаты в Среднее Придунавье, освоение которого длилось на протяжении X века.
Начиная с XI века и завершая XIII веком, Закарпатье постепенно вошло в венгерское королевство.
Во времена татаро-монгольского нашествия в 1241 году орды хана Бату перешли Верецкий перевал, захватили и разрушили Мукачево, Ужгород, Тячев и много других населённых пунктов, однако в 1242 году они внезапно ушли из этих земель.
В 1254 году венгерский король Бела IV на опустошённые монголами земли Закарпатья пригласил итальянских и немецких виноградарей и виноделов.
Некоторое время часть Закарпатья входила в состав Галицко-Волынского княжества возглавляемого Львом Даниловичем, женатого на дочери Белы IV — Констанции. Лев присоединил к Галицко-Волынскому княжеству часть Закарпатья с городом Мукачево (ок. 1280 года).
В XIV—XVI веках примерно две трети Закарпатья были покрыты лесами и горными пастбищами, население горных районов занималось охотой, скотоводством, рыболовством, а в низинных районах — ещё и хлебопашеством, виноградарством, садоводством.
В средние века в этом регионе существовали сотни мелких удельных владений, которые вели между собой практически не прекращающиеся феодальные междоусобные войны, часто велись войны с соседями, периодически возникали крестьянские бунты.
Долгое время вся территория Закарпатья принадлежала венгерским правителям, но в 1541 году центральной Венгрией овладели турки, после чего она была разделена, Закарпатье оказалось поделённым на две части.
Впоследствии центральные и восточные районы края вошли в Турецкую империю, а западная часть попала под власть Габсбургов. После 160-летнего турецкого ига, в конце XVII века вся территории Венгрии, в том числе и Закарпатье, перешла под власть Габсбургов.

## В составе Австро-Венгрии
Центром католической экспансии, активно направляемой и поддерживаемой магнатами Другетами, постепенно становился Ужгород, в котором Ракоци не имели влияния. Ещё с 1640 г. в Ужгороде обосновались иезуиты. Но утверждение униатства шло долго и сложно. В отличие от Брестской унии, Ужгородская уния стала делом рук православных приходских священников. В целом, их толкало на этот шаг тяжёлое социальное, материальное и правовое положение православного духовенства. Главной их целью при этом было достижение уравнения в правах с католическими священниками. Однако, этого так и не произошло (также, как и в результате Брестской унии в Речи Посполитой).
Через несколько лет православный епископ Василий Тарасович вернулся в Закарпатье и его позиция оказала значительное влияние на заключение Ужгородской унии. Инициаторами заключения унии были базилиане под руководством Петра Парфения.
В 1646 г. 63 священника Мукачевской епархии (а всего в епархии было, по разным оценкам, от 600 до 800 священников) в католической часовне Ужгородского замка под руководством эгерского католического епископа Георгия Якушича приняли унию с Римом, названную по месту заключения Ужгородской.
Ужгородская уния не сразу привела к улучшению отношений в церковной сфере; мукачевские епископы потеряли значения и были сведены к роли ген. викариев латинских архиепископов Эгеру. Положение улучшилось, когда за защиту интересов Греко-католической церкви на Закарпатье взялась Мария Терезия. В 1771 году на её притязания папа Климент XIV утвердил независимую мукачевскую епархию от Эгеру. Вторая половина 18 ст. заслуживает название «золотого века» в церковной истории Закарпатья. В лицах епископов М. Ольшавського, И. Брадача и, в частности, А. Бачинского оно имело своих лучших церковных и культурных деятелей. К тому времени относятся такие важные события церковной жизни: перенос кафедры епархии в Ужгород (1780 г.) и создания там епархиальной семинарии, выделение новой пряшевской епархии (1816). Названные епископы заботились о подъёме материального и образовательного состояния духовенства и о народном образовании.
После поражения Австрийской империи в австро-прусской войне 1866 года, было создано двуединое государство — Австро-Венгрия.
В 1867 году в монархии Габсбургов был введён дуализм, создано внутренне независимое Венгерское королевство.
В отличие от австрийских Галиции и Буковины, по конституции 1867 года составлявших отдельные автономные области со своими сеймами (органами местного законодательства и самоуправления), Закарпатье непосредственно входило в состав Венгерского королевства. Территория Закарпатья входила в состав четырёх комитатов Венгерского королевства — Берег, Мармарош, Унг и Угоча.
В начале XX века населённые русинами области Закарпатья представляли собой бедный сельскохозяйственный регион, где почти отсутствовала промышленность. В горах, где было мало пахотной земли, крестьяне пасли скот на плоскогорьях и занимались рубкой лесов. Шла массовая эмиграция в Америку.
По не совсем надёжным данным официальной венгерской статистики, в 1910 году численность украинского населения Закарпатья равнялась 472 тыс. человек.
После распада Австро-Венгрии, в 1918 году создались несколько государств, в том числе и Чехословакия, в составе которой и оказалось Закарпатье. Мирная конференция в Париже санкционаровала передачу Закарпатья Чехословакии в Сен-Жерменском договоре (10 сентября 1919 года), где одновременно гарантировался автономный статус Закарпатья.

## История Закарпатья между двумя мировыми войнами
В 1918—1919 годах территория Закарпатья была занята чехословацкой и румынской армией, в мае 1919 года собрание в Ужгороде провозгласило желание войти в состав Чехословакии. 4 июня 1920 года по Сен-Жерменскому договору под названием «Подкарпатская Русь» (чеш. Země Podkarpatoruská, с сентября 1938 года чеш. Země Zakarpatskoukrajinská) вошла в состав Чехословакии. В Чехословакии территория была разделена на 14 районов — Берегово, Великий Берёзный, Виноградов, Иршава, Межгорье, Мукачево, Мукачево-село, Перечин, Рахов, Свалява, Тячев, Ужгород, Ужгород-село, Хуст. После ликвидации независимости Чехословакии в Закарпатье 15 марта 1939 года было провозглашено независимое государство — Карпатская Украина. Президентом нового государства стал Августин Волошин. 18 марта 1939 года в Закарпатье были введены венгерские войска, независимость была ликвидирована, а территория аннексирована Венгрией. После оккупации края Красной Армией в октябре 1944 года в Закарпатье было провозглашено самостоятельное государство — Закарпатская Украина со своим правительством — Народной Радой. Это государственное образование просуществовало лишь до июля 1945 года, когда произошло принудительное присоединение к УССР через принятие Первым Съездом народных комитетов Закарпатской Украины постановления «о воссоединении с Советской Украиной».

## Советское Закарпатье
29 июня 1945 года в Москве было подписано соглашение о вхождении бывшей Подкарпатской Руси в состав УССР (соглашение 186/1946 Sb. чехословацкого законника). Соглашение было окончательно ратифицировано чехословацким парламентом 22 ноября 1945 года. Кроме того, Чехословакия согласилась передать СССР около 250 км² территории в окрестностях Чопа — Селменец (Батфа, Галоч, Малые Селменцы, Паладь-Комаровцы, Палло, Ратовцы, Соломоново, Сюрте, Тисаашвань, Тыйглаш, Чоп), которые не были частью Подкарпатской Руси, а были частью словацкого Земплина (велькокапушанского и кралёвохлмецкого районов). 22 января 1946 года Указом Президиума Верховного совета СССР на присоединённых землях была создана Закарпатская область УССР. 4 апреля 1946 года деревня Лекаровцы (словац. Lekárovce) была передана Чехословакии из состава Закарпатской области в обмен на словацкий Чоп, который СССР решил оставить у себя из-за его экономической важности, и на этом обмен территориями закончился.

### Первые секретари обкома партии
- 1946—1948 гг. — Туряница Иван Иванович
- 1948—1952 гг. — Компанец Иван Данилович
- 1952—1959 гг. — Ваш Иван Михайлович
- 1959—1962 гг. — Щербак Филипп Кузьмич
- 1962—1980 гг. — Ильницкий Юрий Васильевич
- 1980—1990 гг. — Бандровский Генрих Иосифович
- 1990—1991 гг. — Волощук Михаил Юрьевич
- 1991—1991 гг. — Химинец Василий Васильевич

## Закарпатье в независимой Украине

### Главы области
- 1992—1994 гг. — Краило Михаил Иванович
- 1994—1999 гг. — Устич, Сергей Иванович
- 1999—2001 гг. — Балога, Виктор Иванович
- 2001—2002 гг. — Москаль, Геннадий Геннадиевич
- 2002—2004 гг. — Ризак Иван Михайлович
- 2005—2010 гг. — Гаваши Олег Олодарович
- 2010—2014 гг. — Ледида Александр Александрович
- 2014 год — Лунченко Валерий Валерьевич
- 2014—2015 гг. — Губаль Василий Иванович
- 2015—2019 — Москаль, Геннадий Геннадиевич